# Leptotrema polycarpum
Leptotrema polycarpum är en lavart som beskrevs av Müll. Arg. 1895. Leptotrema polycarpum ingår i släktet Leptotrema och familjen Thelotremataceae.   Inga underarter finns listade i Catalogue of Life.